# Епідемія легеневої чуми в Лос-Анжелесі 1924 року

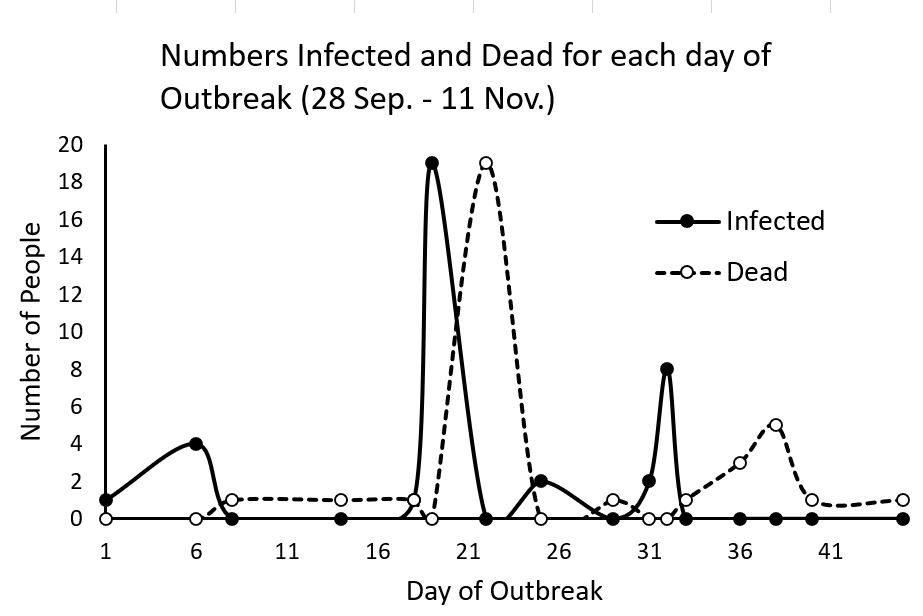
Щоденний графік ходу епідемії

Епідемія легеневої чуми в Лос-Анжелесі 1924 року (англ. 1924 Los Angeles pneumonic plague outbreak) — спалах чуми після третьої чумної пандемії. За клінічними проявами це була легенева форма хвороби. Тривала від 28 вересня 1924 року, оголошена закінченою 13 листопада того ж року. Це був перший спалах чуми у Південній Каліфорнії. До того спалахи чуми у XX столітті раніше виникали у Сан-Франциско та Окленді. Ця епідемія була останньою епідемією легеневої чуми і, взагалі, останньою чумною епідемією в США.

## Підґрунтя епідемії
Епіцентром чуми став район вулиці Мейзі (нинішній китайський квартал Лос-Анджелеса), який був тоді заселений переважно мігрантами з Мексики, до яких були расистські гноблення. Упродовж 1920-х років тисячі мексиканців перетнули кордон, працюючи на великих плантаціях, які процвітали за рахунок дешевої робочої сили. Власники великих плантацій підтримували відкриту імміграцію, оскільки мексиканців вважали «послушними і відсталими». Однак іммігранти зазнали негативної реакції з боку профспілок, які підтримували посилення безпеки кордонів і часто виражали негативізм стосовно іспаномовних іммігрантів через переконання, що дешева робоча сила на плантаціях витісняє американських робітників. На час початку епідемії приблизно 19 % жителів Лос-Анджелеса були іноземцями, 22 000 з яких були мексиканцями.
На час епідемії Лос-Анджелес був найбільшим містом на Західному узбережжі США та п'ятим за величиною в країні, продовжував розвиватися в економіці. Населення його на початку XX століття зросло на 80,66 % між 1910 і 1920 і на 114,69 % між 1920 і 1930 роком

## Хід епідемії

### Вересень
28 вересня 1924 року в районі вулиці Мейзі 51-річний Хесус Ладжун гостро захворів, у нього з'явилася гарячка та болюче утворення в паху. До захворювання Ладжун виявив згнилого пацюка під своїм будинком і викинув його в смітник, взявши голими руками. Лікар неправильно діагностував хворобу у Ладжуна як венеричну через збільшення пахових лімфатичних вузлів. Навіть після того, як інші лікарі Лос-Анджелеса підтвердили захворювання як легеневу чуму, до 6 листопада хворобу називали як завгодно: дивною хворобою, пневмонією, вірулентною пневмонією або злоякісною пневмонією. Зрештою лікарі зрозуміли, що Ладжун заразився бубонною чумою. Якщо її не лікувати, збудник при бубонній чумі може поширитися до легень і спричинити вторинну чумну пневмонію з летальністю до 100 %.

### Жовтень
У міру погіршення стану Ладжуна у нього з'явилося кров'янисте харкотиння, що змусило лікарів вважати, що чума переходить у легеневу форму. Оскільки він був першим із виявленими симптомами чуми, Ладжун був визнаний «нульовим пацієнтом». Того ж тижня, 3 жовтня 1924 року, п'ятнадцятирічна його дочка Хесуса Ладжуна Франциска також захворіла, поскаржившись на гарячку та задишку. Вона разом із батьком скаржилася на біль у горлі та спині. Лікар міського управління охорони здоров'я міста Лос-Анджелеса помилково поставив Францисці діагноз крупозної пневмонії.
Після цього їх доглядала Люсіна Самарано, вагітна медсестра. Самарано мешкала на вулиці Клара 742, яка стала епіцентром спалаху. Захворілі не одужали. Франциска померла в машині швидкої допомоги по дорозі до загальної лікарні округу Лос-Анджелес після того, як перебіг її хвороби критично погіршився. Розтин, який провів лікар Вебб, був ним інтерпретований невірно, за причину її смерті він вважав пневмонію. Хесус Ладжун помер 11 жовтня, причину смерті його неправильно визначили як бронхопневмонію.
У медсестри Люсіни Самарано з'явилися подібні респіраторні симптоми і вона померла пізніше, 15 жовтня. Її тіло не розтинали, і знову правильний діагноз не було поставлено — вважали, що вона померла від гострого міокардиту. Плід Самарано був визнаний мертвонародженим, а тіло було повернуто її чоловіку Гваделупе Самарано, через що він заразився.
Між тим, у період з 15 по 19 жовтня отець М. Бруалла, католицький священик, який проводив останні обряди жертв і панахиду за Самарано, захворів із тими ж проявами ураження дихальної системи і помер через кілька днів, як і кілька тих, хто був на похороні Самарано. Багато друзів сім'ї Самарано були несвідомо заражені Гваделупе Самарано, і протягом тижня чума вбила всю його сім'ю з восьми людей.
22 жовтня Гваделупе та Джессі Флорес, сусіди сім'ї Самарано, також захворіли на легеневу чуму і згодом були госпіталізовані до загальноклінічної лікарні. 24 жовтня лікарі помилково поставили Флоресам діагноз «пневмонія», оскільки на той час не було відомо про зв'язок між Флоресами і сім'єю Самарано.
26 жовтня Гваделупе Флорес помер і розтин його тіла зробив лікар Лоуренс Парсонс, який також неправильно діагностував причину смерті як двобічну пневмонію. Тому не було проведено бактеріологічне дослідження для ідентифікації збудника чуми. Тіло Флореса повернуто його сім'ї 27 жовтня, що призвело до зараження членів його сім'ї. Згодом співробітники морга лікарні п'ять днів перебували на карантині.
28 жовтня лікар Джордж Стівенс повідомив лікарню про невідому, надзвичайно заразну хворобу і рекомендував побудувати карантинне відділення після того, як вони з лікарем Елмером Андерсоном лікували хворих із надзвичайно тяжким станом. Того ж дня брати Майк і Хосе Хіменеси також захворіли і покинули будинок Клара 742, резиденцію Самарано, поширивши чуму на решту району.
29 жовтня кілька людей, які були в тісному контакті із Самарано, заразилися чумою, включаючи Мері Костелло, Фреда Ортега, який жив на вулиці Клара 742. Мати Самарано, Марія та його брат Віктор були госпіталізовані під нагляд лікаря Богена після підозри на прояви пташиного грипу. Ісус і Марія Валенсуела, двоюрідні брати Самарано, також захворіли на чуму, хоча їхній зв'язок із Самарано не простежили. Діти Самарано: Альфредо, Жильберто, Рауль і Роберто, разом із шістьма іншими, були госпіталізовані з діагнозом менінгіт, незважаючи на те, що їхня шкіра почорніла, що є частим симптомом чуми. Лікар також попросив швидку допомогу з лікарні для двох пацієнтів у тяжкому стані, які були дуже заразними.
Зрештою тільки 30 жовтня патологоанатом лікарні округу Лос-Анджелес Джордж Манер назвав легеневу чуму тією причиною, яка породила спалах, і повідомив про це департамент охорони здоров'я міста та штату Лос-Анджелес. Манер ідентифікував збудника за зразком сироватки крові пацієнта, який помер після відвідування похорону Люсіни Самарано. Влада міста оголосила карантинною зоною вісім кварталів. Зона охопила вулицю Клара, де відбувся похорон, а також територію із шістьма блоками в Бельведері після того, як Хесуса Ладжуна визнали першим пацієнтом, проте влада не повідомила про безпосередню причину епідемії.
Відбулося ще 13 випадків, у хворих спостерігали ціаноз та кров'янисте мокротиння. Троє пацієнтів померли в той самий день, коли легенева чума була запропонована як причина спалаху. Наступного ранку діагноз був підтверджений патологоанатомами після того, як при розтині було знайдено грамнегативні біполярно пофарбовані палички, схожі на збудника чуми.
31 жовтня Александр Еміль Жан Єрсен і помічник начальника лікарні надіслали телеграму із замовленням антисироватки та вакцини, повідомляючи Каліфорнійську службу охорони здоров'я США про спалах. Антисироватка з великими проблемами була доставлена, проте її використали лише у 2-х хворих.
Того ж дня повітовий уповноважений з питань охорони здоров'я Дж. Л. Померой ввів карантин, в якому 75 поліцейських і 200 озброєних ветеранів Першої світової війни були розгорнуті для надання допомоги карантинним охоронцям у забезпеченні карантину, через часте мародерство місцевих жителів.

### Листопад
1 листопада 1924 року Бенджамін Браун, хірург Служби охорони здоров'я США в Лос-Анджелесі, попередив генерального хірурга США Г'ю С. Каммінга про спалах і прохання Александра Єрсена про надання антисироватки. Телеграфне сповіщення від Брауна було закодовано для уникнення паніки. Потім Каммінг попередив старшого хірурга Джеймса Перрі, який тоді знаходився в Сан-Франциско, конфіденційно розслідувати спалах.
Було зафіксовано ще 10 смертей, і карантин продовжено, щоб охопити весь округ Мейсі-стріт, нібито для того, щоб мексиканці не могли ухилитися від початкового карантину. Межі карантинної зони були закриті для регулярного руху транспорту, а охорона встановлена в кожному будинку, де були підозрілі випадки. Сільськогосподарські та залізничні працівники були звільнені від карантину. Для швидкого виявлення нових випадків департаментом охорони здоров'я міста Лос-Анджелес була побудована тимчасова лабораторія. Причиною епідемії остаточно було визнано легеневу чуму.
Смертельні випадки знову відбулися 2 листопада. Серед них був отець Бруелла, який проводив останні обряди над багатьма жертвами чуми і помер від неї о 9 ранку. На той час для здійснення карантину було задіяно понад 400 озброєних охоронців. Незважаючи на своє швидке поширення, епідемія залишалася загалом невідомою для широкого загалу громадськості — інформація, яку оприлюднювали, часто була сфальсифікована або спотворена, як то газетою «Los Angeles Times», яка приписала карантин пневмонії, на відміну від газет Східного узбережжя США, які загалом висвітлювали все без вагань.
До 3 листопада протягом двох тижнів загинуло 24 людини, всі, крім одного, були мексиканцями. Усі, які померли, повинні були пройти розтин, навіть якщо не було підозр, що вони загинули від чуми. Влада Лос-Анджелеса піддала карантину мексиканські будинки за межами району Мейзі-стріт, а також більшість місць проживання афроамериканців, китайців та японців. Порт району Мейзі-стріт зобов'язував проводити інспекцію та дезінфекцію прибуваючих суден, тоді як на кораблях, які відпливали, вивішувався жовтий прапор, вказуючи на те, що корабель походить із зони, що знаходиться на карантині.
4 листопада померло ще 5 людей, що збільшило загальну кількість жертв епідемії до 29. У місцевих газетах повідомлялось тільки про 25. 5 листопада антисироватка від чуми, прохання доставки якої було від лікарні округу Лос-Анджелес, нарешті надійшла, хоча вона була використана лише у трьох пацієнтів. На той час усі, хто жив на вулиці Клари 742, померли. Незважаючи на кількість померлих, лікарня продовжувала фальсифікувати або перекручувати інформацію про спалах. У садах Бельведер було запроваджено карантин із шести блоків у відповідь на два випадки смерті від чуми.
До 6 листопада кількість померлих зросла до 33 смертей (при цьому у місцевих газетах повідомлялося тільки про 30 смертей). Того ж дня «Ель-Геральдо де Мексико» стала першою місцевою газетою, яка прозоро повідомила про спалах захворювання, заявляючи, що причиною цього є чума, яку розповсюджують пацючі блохи, а не звичайна пневмонія. Газета також спростувала твердження міської влади про те, що спалах чуми розпочався 30 жовтня. Зрештою порт Лос-Анджелеса розпочав викорінення всіх пацюків, щоб уникнути карантину та економічного спаду. Уряд Лос-Анджелеса рекомендував тим, хто знаходиться в районі Мейсі-стріт, не збиратися і не прислухатися до газет.
8 листопада уряд та лікарні Лос-Анджелеса розпочали вакцинацію. Вакцина проти чуми на той час також була в основному неефективною проти запобігання легеневої чуми, і у тих, хто був щеплений, чума часто занадто  прогресувала до смерті.
10 листопада начальник загальної лікарні округу Лос-Анджелес, доктор Н. Н. Вуд, офіційно повідомив про 9 клінічно діагностованих випадків чуми. Список хворих на 11 листопада було доведено до 37.
13 листопада карантин був знятий після того, як 6 днів не було нових випадків чуми.
14 листопада від чуми помер Мартін Ернандес, який ніколи не проживав поблизу району Мейзі-стріт. Про його випадок не повідомили жодні органи влади.
15 листопада служба охорони здоров'я Лос-Анджелеса офіційно оголосила про закінчення спалаху чуми, незважаючи на тривалі активні випадки хвороби, що дозволило запровадити загальноміську програму знищення пацюків.

## Підсумки
Ще до офіційного проголошення епідемії легеневої чуми уряд Лос-Анжелеса знав про її справжню причину, проте робив все, аби це приховати. Секретар Державної ради з питань охорони здоров'я лікар Вальтер Дікі провів тест на морській свинці із зразком лімфатичних вузлів, відібраним у Хесуса Ладжуна перед смертю. Морська свинка померла від легеневої форми чуми, проте пройшло ще 17 днів, щоб з'явилося оголошення, яке підтвердило, що епідемія була чумною.
Незважаючи на значні затримки з офіційними медичними повідомленнями, були вжиті значні профілактичні заходи: швидко була введена карантинізація восьми кварталів, які оточували місце проживання Хесуса Ладжуна, в якому було приблизно 2500 жителів, більшість з яких були мексиканськими іммігрантами. Медичний персонал їздив до кожного будинку, оглядаючи мешканців на наявність ознак чуми.
Через два роки після епідемії Вальтер Дікі в розмові з губернатором Каліфорнії В. Річардсоном, оцінив реакцію на спалах як «найвидатніший здобуток» того року.

## Расистські погляди
Реакція на епідемією у місті включала поширений стереотип про те, що мексиканці були бідними та деградованими. Через тісні та часто нелегальні умови життя в більшості іспаномовних районів були поширені пацюки, що культивувало віру в те, що чума є етнічною ознакою, як це показав професор Каліфорнійського університету в Лос-Анджелесі, який стверджував, що мексиканці схильні «тулитися разом» і тому розповсюджують хвороби.
Інституційний расизм і бідність також сприяли поширенню чуми, оскільки перенаселеність, погана вентиляція, погана санітарія та популяція гризунів часто посилювали поширення та тяжкість хвороби. Дискримінація у сфері зайнятості також була частою. 9 листопада 200 мексиканських працівників готелю The Biltmore, більшість з яких не проживали в районі Мейзі-стріт, були прийняті на роботу після попереднього суперечливого звільнення. Кілька мексиканських мешканців вважали, що карантинні охоронці та понад 200 озброєних ветеранів, які здійснюють карантин, утримуються проти їхньої волі. Мексиканським чоловікам часто доводилося переходити від католицизму до протестантизму, щоб їх поважали, тоді як мексиканські жінки були суспільно зобов'язані навчатися правильному веденню домашнього господарства. Ці расистські настрої, можливо, були винні в неправильному діагнозі причини смерті Хесуса Ладжуна як інфекції, яка передається статевим шляхом.
Після чуми представники охорони здоров'я визнали необхідність програм, які заохочують безпечну гігієну серед мексиканського населення. Представники охорони здоров'я звинуватили мексиканців у виникненні епідемії через незнання мексиканцями належної гігієни, незважаючи на те, що насправді це було виною загальновизнаних поганих умов життя та бідності в районі Мейзі-стріт. Це посилило поширені на той час погляди на підтримку сегрегації.